# Ефимов, Алексей Александрович
Алексе́й Алекса́ндрович Ефи́мов (15 февраля 1988, Москва, СССР) — российский хоккеист, крайний нападающий. Играл в своей карьере в нескольких командах.

## Карьера

### Клубная карьера
Алексей Ефимов начал свою профессиональную карьеру в 2005 году в составе команды первой лиги чемпионата России в команде «Спартак-2» (Москва). С 2007 по 2009 год был нападающим в команде «Крылья Советов», в «Крыльях» Ефимов сыграл большинство игр своей карьеры.
Дебютный сезон в Континентальной хоккейной лиге начался в 2012 году. Ефимова пригласили в команду КХЛ «Металлург-Новокузнецк», здесь он сыграл 44 игры, набрав 16 (8+8) очков, коэффициент полезности −3.
Летом 2013 руководство вновь созданного клуба КХЛ «Адмирал» приняло решение подписать контракт с форвардом, но по неизвестным причинам, контракт был расторгнут и Ефимова подписали в «Автомобилист».